# John H. Ray

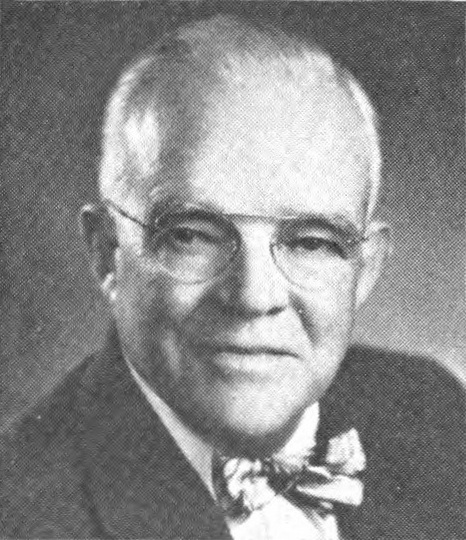
John H. Ray, 1961

John Henry Ray (* 27. September 1886 in Mankato, Minnesota; † 21. Mai 1975 in Staten Island, New York) war ein US-amerikanischer Jurist und Politiker. Zwischen 1953 und 1963 vertrat er den Bundesstaat New York im US-Repräsentantenhaus.

## Leben
John Henry Ray besuchte öffentliche Schulen. Er graduierte 1908 an der University of Minnesota und 1911 an der Harvard Law School. Seine Zulassung als Anwalt erhielt er 1912 in Minnesota und begann dann in Minneapolis zu praktizieren. Er arbeitete in den Jahren 1918 und 1919 als Assistant Trust Officer bei der Wells Dickey Trust Co. Daneben diente er als First Lieutenant im Judge Advocate General’s Department. Als Sonderbeauftragte von Kriegsminister Newton Diehl Baker befasste er sich 1919 mit den Bundeskriegsforderungen der Bündnispartner. Zwischen 1921 und 1923 war er Mitglied und Vizepräsident im State Teachers College Board. Dann zog er nach Dongan Hills, wo er zwischen 1923 und 1951 für die American Telephone & Telegraph Company arbeitete. Er nahm in New York City wieder seine Tätigkeit als Anwalt auf. Politisch gehörte er der Republikanischen Partei an.
Bei den Kongresswahlen des Jahres 1952 für den 83. Kongress wurde Ray im 15. Wahlbezirk von New York in das US-Repräsentantenhaus in Washington, D.C. gewählt, wo er am 4. Januar 1953 die Nachfolge von Emanuel Celler antrat. Er wurde vier Mal in Folge wiedergewählt. Da er auf eine erneute Kandidatur im Jahr 1962 verzichtete, schied er nach dem 3. Januar 1963 aus dem Kongress aus.
Nach seiner Kongresszeit praktizierte er wieder als Anwalt. Er lebte in Staten Island, als er am 21. Mai 1975 verstarb. Sein Leichnam wurde eingeäschert und die Asche in seinem Haus platziert.